# Florence Blinkhorn
Florence Blinkhorn, född 15 januari 2007, är en brittisk konstsimmare. Hennes syster Eleanor Blinkhorn är också en konstsimmare.

## Karriär
Vid EM 2024 i Belgrad var Blinkhorn en del av Storbritanniens lag som tog brons i det fria lagprogrammet.